# Ізімша
Ізімша (рум. Izimșa) — село у повіті Мехедінць в Румунії. Входить до складу комуни Обиршія-де-Кимп.
Село розташоване на відстані 251 км на захід від Бухареста, 56 км на південний схід від Дробета-Турну-Северина, 70 км на захід від Крайови.

## Населення
За даними перепису населення 2002 року у селі проживали 1238 осіб, усі — румуни. Усі жителі села рідною мовою назвали румунську.